# 莱普勒米耶萨潘
莱普勒米耶萨潘（法語：Les Premiers Sapins，法語發音：[le pʁəmje sapɛ̃]）是法国杜省的一个市镇，属于蓬塔利耶区。

## 地名
“莱普勒米耶萨潘”（Les Premiers Sapins）一名在法语中意为“最前的杉树”。

## 历史
莱普勒米耶萨潘的前身为莱普勒米耶萨潘市镇公共社区，成立于1996年。
市镇莱普勒米耶萨潘成立于2016年1月1日，由以下6个市镇合并而成：
- 阿托斯（Athose）
- 沙南
- 欧特皮埃尔-勒沙特莱（Hautepierre-le-Châtelet）
- 诺村
- 朗特绍（Rantechaux）
- 旺克朗（Vanclans）

其中诺村为政府驻地。

## 地理
莱普勒米耶萨潘（47°5'51"N, 6°20'19"E）面积52.2 平方千米，位于法国勃艮第-弗朗什-孔泰大區杜省，该省份为法国东部内陆省份，北起上索恩省，西接汝拉省，东部及东南部与瑞士接壤，东北部与贝尔福地区省接壤。
与莱普勒米耶萨潘接壤的市镇（或旧市镇、城区）包括：穆捷欧特皮埃尔、欧博讷、拉旺维亚方、洛村、韦尔涅尔丰坦、阿尔克苏西孔、帕松方丹、埃特赖、埃普努瓦。
莱普勒米耶萨潘的时区为UTC+01:00、UTC+02:00（夏令时）。

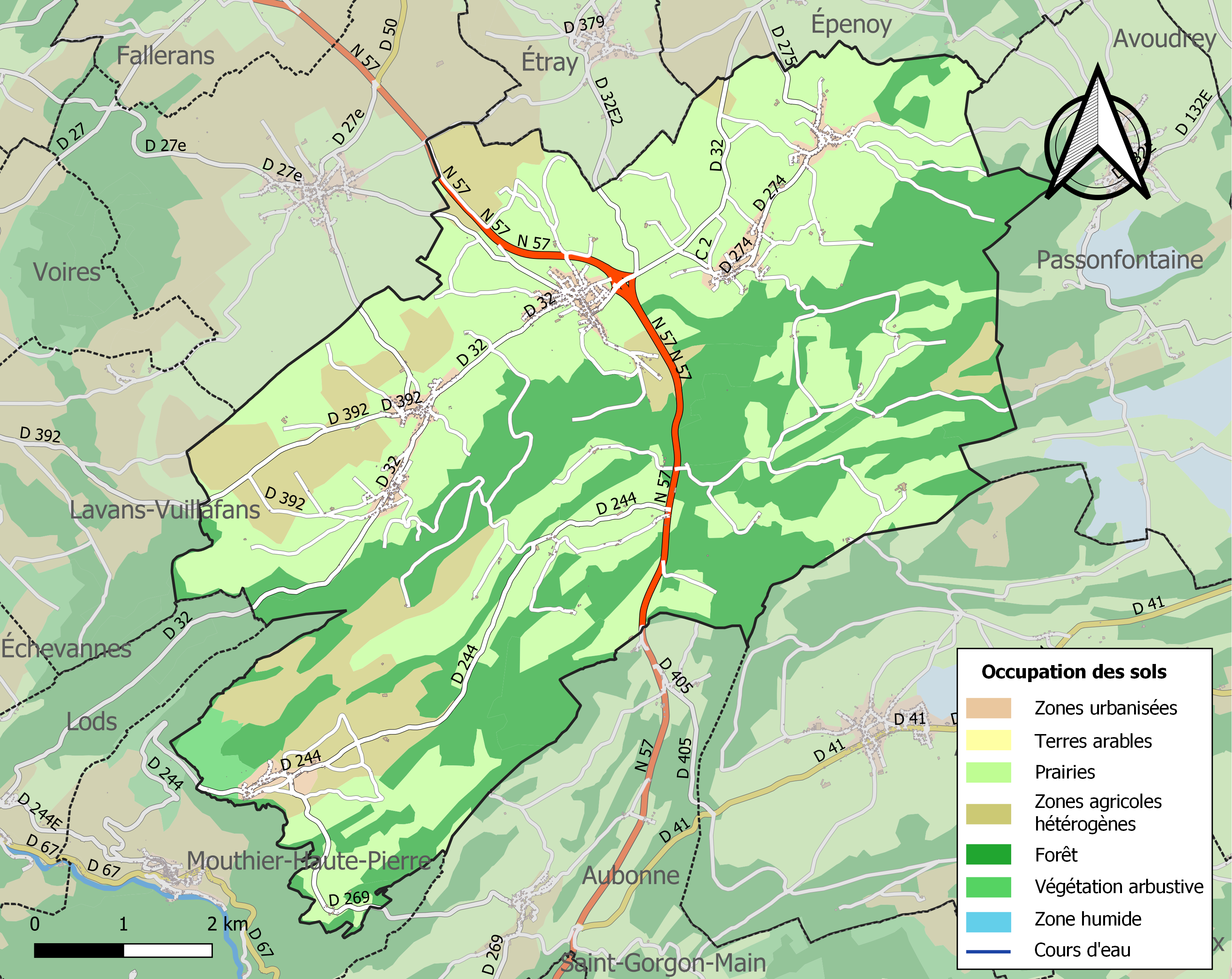
莱普勒米耶萨潘的OSM定位图

## 行政
莱普勒米耶萨潘的邮政编码为25580，INSEE市镇编码为25424。

## 政治
莱普勒米耶萨潘所属的省级选区为瓦尔达翁县。

## 人口
莱普勒米耶萨潘于2022年1月1日时的人口数量为1576人。